# Noize Booze 'n' Tattooz
Noize, Booze 'N' Tattooz  är ett musikalbum med Scams släppt i Mars 2007.

## Låtar på albumet
1. "Kiss Me (My Face Is On Fire)" 3:12
2. "Noize, Booze 'n' Tattooz" 3:05
3. "Lonely Street (Live)" 3:48
4. "Top Of The Hill (Live)" 3:21
5. "Wait In Vain" 2:33
6. "What To Do" 3:37